# 레이먼드 O. 바턴
레이몬드 오스카 바턴(Raymond O. Barton, 1889년 8월 22일 ~ 1963년 2월 27일)은 미국 육군 장교이며 외교관이다.
제1차 세계 대전과 2차 대전에 참전한 그는 1946년 미국 육군 소장 예편하였다.

## 주요 이력
그는 제2차 세계 대전 당시 미국 육군 제4보병사단장이었으며, 바턴은 그들의 전투 경력 임무 중 그들의 사단을 이끈 11명의 장군 중 하나였다. 이후 노르망디 상륙 작전, 벌지 전투 중 주요 전투에 참여하여 그 실력을 발휘하였고, 이후 독일 전역 전투에도 참전하였다.

## 배경 및 초기 경력
그는 1912년 미 웨스트포인트 육사를 졸업하고, 1917년부터 1923년까지 미국 육군 제1군단 예하 중대장을 거쳐 미국 육군 제8보병여단 예하 대대장을 역임하였다.

## 제2차 세계 대전

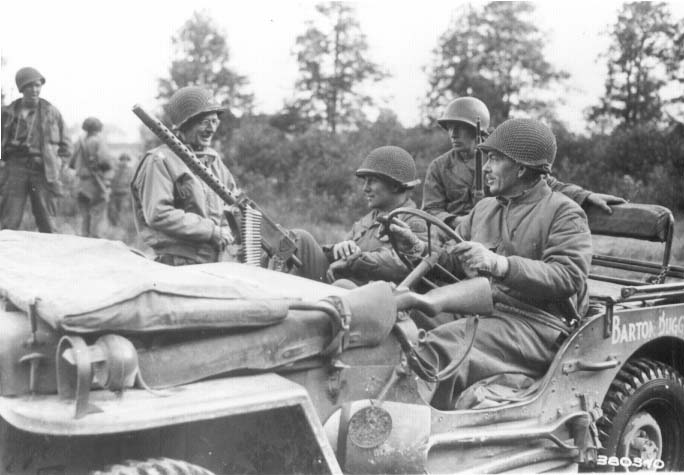
1944년 9월 14일, 독일에서 랜치먼 경과 서 있는 레이먼드 장군.

레이먼드는 1942년 7월 3일부터 1944년 12월 26일까지 미국 육군 제4보병사단을 노르망디 상륙 때부터 이끌었다. 이후 그는 파리 해방과 휘르트겐 숲의 전투에서도 이 사단을 이끌며 활약했고, 건강 문제로 1944년 12월 27일 사단장 직에서 잠시 물러났으며 쿠바 주재 미국 대사관 수석부무관 직위를 역임하였고 그는 2차 대전 중 어니스트 헤밍웨이와 친구가 되었다. 이후 그는 벌지 전투 등에서도 활약을 이어갔다.

## 죽음
바턴은 1963년 쿠바 아우구스타에서 사망하였으며 유해가 미국에 운구되어 미국 웨스트오버 기념 공원에 안치되었다.

## 같이 보기
- 노르망디 상륙
- 미국 육군
- 서부 연합군의 독일 침공
- 벌지 전투

## 추가 자료
- Tom Carhart (2002). 《West Point Warriors: Profiles of Duty, Honor, and Country in Battle》. ISBN 0-446-61125-5.
- Utah Beach Forces